# Kızılada fyr
Kızılada fyr turkiska: Kızılada Feneri) är en fyr på en klippa på södra delen av ön Kızılada i Fethiyeviken i sydvästra Turkiet.
Fyren, som tändes första gången år 1910, är 13 meter hög med en lanternin på toppen. Fyrapparaten visar en vit blixt var femte sekund och lysvidden är 15 sjömil. Fyrvaktarbostaden är hopbyggd med fyren.
Den 3 augusti 1953 tvingades en Lockheed Constellation från Air France att nödlanda i havet omkring 2 kilometer från Kızılada på grund av motorfel. 38 av de 42 personerna ombord räddades och 4 drunknade. Flera av passagerarna räddades av fyrpersonalen.
I februari 2018 lokaliserades flygplansvraket på 250 meters djup av ett fartyg från den turkiska flottan.
Fyrplatsen renoverades och öppnade för allmänheten år 2007. En restaurang och ett vandrarhem med nio rum har inretts i en del av byggnaden. Den kan endast nås med båt.